# Northern Ireland Challenge
De Noord-Ierland Challenge is een golftoernooi van de Europese Challenge Tour. 
Het werd eenmalig in 2003 gespeeld en kreeg in 2013 een doorstart, mede door bemiddeling van Michael Hoey . Er werd op 12 augustus door 120 spelers een 18-holes kwalificatietoernooi op Galgorm Castle gespeeld waarbij vijf startbewijzen uitgereikt werden.

## Winnaars
| Jaar                                          | Baan                                          | Winnaar                                       | Score                                         | Score                                         | Prijzengeld                                   | Info                                          |                                               |
| Benmore Developments Northern Ireland Masters | Benmore Developments Northern Ireland Masters | Benmore Developments Northern Ireland Masters | Benmore Developments Northern Ireland Masters | Benmore Developments Northern Ireland Masters | Benmore Developments Northern Ireland Masters | Benmore Developments Northern Ireland Masters | Benmore Developments Northern Ireland Masters |
| --------------------------------------------- | --------------------------------------------- | --------------------------------------------- | --------------------------------------------- | --------------------------------------------- | --------------------------------------------- | --------------------------------------------- | --------------------------------------------- |
| 2003                                          | Glandevoye GC, Belfast                        | Darren Clarke                                 | 273                                           | -11                                           | € 220.640                                     |                                               |                                               |
| Northern Ireland Open Challenge               |                                               |                                               |                                               |                                               |                                               |                                               |                                               |
| 2013                                          | Galgorm Castle GC, Ballymena                  | 29 augustus - 1 september                     |                                               |                                               | € 170.000                                     |                                               |                                               |